# Martin Short
Martin Hayter Short (Hamilton (Ontario), 26 maart 1950) is een Canadees-Amerikaanse acteur, schrijver en producer en zanger.

## Carrière
Hij is bekend van zijn werk voor de televisieprogramma's SCTV en Saturday Night Live. Hij vertolkte rollen in filmkomedies zoals Three Amigos (1986), Father of the Bride (1991), Mars Attacks! (1996) en The Santa Clause 3: The Escape Clause (2006). Ook creëerde hij de fictieve karakters Jiminy Glick en Ed Grimley.
In 2015 ging Short touren door de VS met komiek Steve Martin. In 2018 brachten zij een Netflix-special uit onder de titel An Evening You Will Forget for the Rest of Your Life. De stand-upcomedy ontving vier Primetime Emmy Award-nominaties.
Vanaf 2021 heeft Short samen met Steve Martin en Selena Gomez een hoofdrol in de Hulu-serie Only Murders in the Building. Voor deze rol ontving hij in 2025 een Screen Actors Guild Award.

## Filmografie
- 1978 - Cementhead
- 1979 - Lost and Found
- 1979 - The Family Man
- 1983 - Sunset Limousine
- 1986 - ¡Three Amigos!
- 1987 - Really Weird Tales
- 1987 - Innerspace
- 1987 - Cross My Heart
- 1989 - The Big Picture
- 1989 - Three Fugitives
- 1989 - The Making of Me
- 1989 - Andrea Martin... Together Again
- 1991 - Pure Luck
- 1991 - Father of the Bride
- 1992 - Captain Ron
- 1993 - Money for Nothing
- 1994 - Clifford
- 1995 - Father of the Bride Part II
- 1996 - Mars Attacks!
- 1996 - Creature Crunch
- 1997 - Jungle 2 Jungle
- 1997 - A Simple Wish
- 1998 - Merlin
- 1998 - The Prince of Egypt (stem)
- 1998 - Akbar's Adventure Tours
- 1999 - Alice in Wonderland
- 1999 - Mumford
- 2001 - Get Over It
- 2001 - Prince Charming
- 2002 - Piratenplaneet (stem)
- 2002 - CinéMagique
- 2003 - 101 Dalmatians II: Patch's London Adventure (stem)
- 2004 - Barbie as the Princess and the Pauper (stem Preminger)
- 2005 - Jiminy Glick in La La Wood
- 2006 - The Santa Clause 3: The Escape Clause
- 2008 - The Spiderwick Chronicles
- 2011 - Weeds
- 2021-2025 - Only Murders in the Building (televisieserie)

## Prijzen en onderscheidingen
- Short won in 1999 een Tony Award voor zijn rol in de Broadway reprise van Little Me
- In 2000 kreeg hij een ster op Canada's Walk of Fame
- Officier in de Orde van Canada (2019)[1]
- In 2025 ontving hij een Screen Actors Guild Award voor zijn rol in het vierde seizoen van Only Murders in the Building